# Ideal
Ideal (iz starogrčkog idéa= oblik) filozofski je izraz koji se uglavnom odnosi na estetiku, etiku i metafiziku. Idealom se pokušava opisati savršenstvo, najviši standard ili potpunost. 
Ideal u religiji označava osobu koja je nama uzor, tj. onoga komu se klanjamo.
Označava i najpoželjnije stanje, kojem se teži, ali koje se nikada u potpunosti ne može dostići.